# شهرستان فانگشان
شهرستان فانگشان (به لاتین: Fangshan County) یک منطقهٔ مسکونی در چین است که در لولیانگ واقع شده‌است.